# B'Boom: Live in Argentina
B'Boom: Live in Argentina es un álbum en directo de la banda de rock progresivo King Crimson, lanzado en 1995. Todas las canciones fueron grabadas entre el 6 y el 16 de octubre de 1994 en el Broadway de Buenos Aires, Argentina, excepto "Heartbeat" grabada en Córdoba. 
Estas actuaciones de King Crimson en Argentina a finales de 1994 fueron las primeras actuaciones en directo de la banda en diez años.

## Lista de canciones
Todas las canciones compuestas por Adrian Belew, Bill Bruford Robert Fripp, Trey Gunn, Tony Levin y Pat Mastelotto, excepto donde se indique lo contrario.

### Disco 1
1. "VROOOM" – 7:07
2. "Frame by Frame" (Belew, Bruford, Fripp, Levin) – 5:28
3. "Sex Sleep Eat Drink Dream"
4. "Red" (Fripp) – 4:58
5. "One Time" – 5:45
6. "B'Boom" – 6:54
7. "THRAK" – 6:29
8. "Improv - Two Sticks" (Gunn, Levin) – 1:26
9. "Elephant Talk" (Belew, Bruford, Fripp, Levin) – 4:25
10. "Indiscipline" (Belew, Bruford, Fripp, Levin) – 7:38

### Disco 2
1. "VROOOM VROOOM" – 6:18
2. "Matte Kudasai" (Belew, Bruford, Fripp, Levin) – 3:43
3. "The Talking Drum" (Bruford, David Cross, Fripp, Jamie Muir, John Wetton) – 5:52
4. "Larks' Tongues in Aspic (Part II)" (Fripp) – 7:31
5. "Heartbeat" (Belew, Bruford, Fripp, Levin) – 5:02
6. "Sleepless" (Belew, Bruford, Fripp, Levin) – 6:11
7. "People" – 5:51
8. "B'Boom" (reprise) – 4:26
9. "THRAK" – 5:33

## Personal
- Robert Fripp - guitarra
- Adrian Belew - guitarra, voz
- Tony Levin - bajo, voz
- Trey Gunn - voz, Warr Guitar
- Bill Bruford - batería, percusión
- Pat Mastelotto - batería, percusión

- Masterización de Robert Fripp y David Singleton.